# Jonathan Benteke
 Jonathan Benteke Lifeka (* 28. April 1995 in Lüttich) ist ein belgisch-kongolesischer Fußballspieler.

## Karriere
Benteke spielte bis 2013 unter anderem in der Jugend von Standard Lüttich, ehe er zum CS Visé in die zweite belgische Liga wechselte. Nach bereits einer Spielzeit wechselte er ins belgische Oberhaus, die Jupiler Pro League zum SV Zulte Waregem. Hier bestritt Benteke 18 Spiele und erzielte dabei zwei Treffer.
Am 1. September 2016 folgte der Wechsel nach England zu Crystal Palace. Schon am 10. September gab er sein Debüt in der Premier League. Bei dem 2:1-Erfolg am 4. Spieltag über den FC Middlesbrough kam er in der 84. Minute in die Partie. Kurze Zeit später, am 29. September erlitt Benteke eine schwere Knieverletzung, welche ihn bis Ende Januar 2017 ausfallen ließ. In der Folgezeit stand er nicht mehr im Kader und verließ den Verein im Juli 2017.
Es folgte eine kurze vereinslose Zeit von Juli bis September 2017, danach schloss er sich Omonia Nikosia an. In der höchsten zyprischen Spielklasse, der First Division, absolvierte er drei Spiele.
Im Februar 2018 ging es zurück auf die Insel zu Oldham Athletic. Benteke absolvierte ein Spiel in der Football League One (3. Liga) und nach dem Abstieg 2017/18 eine Spielklasse tiefer in der Football League Two weitere neun Partien für Oldham.
Von Juli bis Oktober 2019 ging es erneut auf Vereinssuche. Nach einem absolvierten Probetraining bei Alemannia Aachen, nahmen diese ihn unter Vertrag. Am 18. Oktober gab er sein Debüt beim 0:0 gegen den SC Verl in der Regionalliga West. Anschließend ging er im Sommer 2020 zurück nach Belgien zum Drittligisten URSL Visé. Dort kam er allerdings bis zur Winterpause nur in einem Pokalspiel zum Einsatz. 
Im Sommer 2021 kehrte er nach Deutschland zurück und schloss sich für eine Spielzeit dem FC Wegberg-Beeck in der Regionalliga West an. Im Herbst 2022 spielte er dann für Loudoun United in der USL Championship. Nach einem halben Jahr ohne Verein unterschrieb Benteke im Sommer 2023 einen Vertrag bei Erstligist Union Titus Petingen in Luxemburg. Doch schon ein Jahr später verließ er den Klub nach 17 Ligaspielen und sechs Treffern wieder.
Am 20. Juli 2024 gab dann der aserbaidschanische Erstliga-Aufsteiger Şamaxı FK die Verpflichtung des Mittelstürmers bekannt.

## Sonstiges
Sein älterer Bruder ist der belgische Nationalspieler Christian Benteke (* 1990). Die Brüder spielten in der Spielzeit 2016/17 gemeinsam bei Crystal Palace. Bei seinem Debüt in der Premier League wurde Jonathan für Christian Benteke eingewechselt.